# Большая (приток Кельмрака)
Большая — река на полуострове Камчатка в России. Длина реки — 48 км.
Начинается в гористой местности, поросшей берёзово-лиственничным лесом, к северо-западу от горы Большой. Течёт на юго-восток до подножия горы Низкой, потом поворачивает на юг. В месте поворота протоками соединяется с рекой Киревной. Низовья заболочены. Впадает в реку Кельмрак слева на расстоянии 24 км от её устья на высоте 19,6 метров над уровнем моря. Основной приток — Правая Большая.
По данным государственного водного реестра России относится к Анадыро-Колымскому бассейновому округу. Код водного объекта — 19070000112120000016216